# 鲁汶伯爵

鲁汶伯爵徽章

鲁汶伯爵是洛泰林吉亚里基纳尔家族的分支，自十世纪后期起统治下洛泰林吉亚的鲁汶地区。

## 历史沿革
里基纳尔伯爵吉尔伯特是西法兰克王国的藩属，他于846年迎娶了加洛林帝国皇帝洛泰尔一世的女儿。其儿子里基纳尔自910至915年统治着下洛林公国；另一个儿子吉尔伯特于925年向东法兰克王国国王亨利宣誓效忠并在三年后迎娶其女儿萨克森的格波加；其弟弟里基纳尔二世则被封为埃诺伯爵。约在990年，里基纳尔二世的孙子兰伯特一世迎娶了下洛林公爵查尔斯的女儿下洛林的格波加，因此他在994年被赐予鲁汶伯爵的封号。在兰伯特治下，鲁汶伯国迅速拓展了其疆域及所拥有的军事实力。后兰伯特将布鲁索伯国纳入其版图并于1013年附于Bruningrode公国。
由于兰伯特的婚姻关系，里基纳尔家族将洛林公爵的头衔纳入名下，并在接下来的数十年中于神圣罗马帝国内部取得了巨大的影响力，使得他们随着时间发展而获得了更多伯爵头衔。其中兰伯特之子兰伯特二世被封为布鲁索伯爵，他后来加入了法兰德斯伯爵鲍德温五世的叛军反抗亨利三世，于1054年的图尔奈之战中战死。1085年，其孙子鲁汶伯爵亨利三世因赫曼二世去世被授予布拉班特伯爵的头衔。他的继任者为其哥哥鲁汶伯爵戈弗雷一世，于1106年爵位被提升为下洛林公爵。尽管如此，其公爵爵位在1128年被割让于沃尔伦三世。
1039年，戈弗雷德儿子戈弗雷二世被康拉德三世任为下洛林公爵并接受了安特卫普藩侯国。他打败了沃尔伦德儿子林堡公爵亨利二世，但是双方家族利用戈弗雷三世与亨利女儿玛格丽特的联姻和好了。1183年，他们的儿子亨利一世被腓特烈一世升为布拉班特公爵，其原领鲁汶也被并入新创立的布拉班特公国。

## 历代鲁汶及布鲁索伯爵
- 1003–1015：兰伯特一世，第一任鲁汶伯爵, 埃诺伯爵里基纳尔三世（英语：Reginar III, Count of Hainaut）的儿子
- 1015–1038：亨利一世，兰伯特一世的儿子
- 1038–1040：奥托
- 1040–1054：兰伯特二世，兰伯特一世的儿子
- 1054–1079：亨利二世，兰伯特二世的儿子
- 1079–1086：亨利三世，亨利二世的儿子

## 历代鲁汶和布鲁索伯爵兼布拉班特伯爵
- 1086-1095：亨利三世，亨利二世的儿子
- 1095-1106：戈弗雷一世，亨利二世的儿子

## 历代鲁汶及布鲁索伯爵兼布拉班特伯爵及下洛林公爵
- 1106-1128：戈弗雷一世，亨利二世的儿子
- 1128-1141：戈弗雷二世，戈弗雷一世的儿子
- 1141-1190：戈弗雷三世，戈弗雷二世的儿子

自1183年起，鲁汶伯爵、布鲁索伯爵及布拉班特伯爵合并入布拉班特公爵封号，被用于封禄。